# Pfizer
Pfizer Incorporated (NYSE PFE) és una empresa farmacèutica estatunidenca que, després de diverses fusions dutes a terme amb Pharmacia and Upjohn i Parke Davis, s'ha convertit en el laboratori líder a nivell mundial en el sector farmacèutic. La societat té la seu central a Nova York. Algunes de les marques que comercialitza són:
- Viagra[2]
- Zoloft[3]

Pfizer, que opera des de 1849, actualment es dedica al desenvolupament i fabricació de productes d'atenció mèdica i vacunes. Opera a través dels segments Pfizer Innovative Health (enfocat al desenvolupament i comercialització de medicaments i vacunes per a medicina interna, oncologia, inflamació i immunologia i atenció mèdica al consumidor) i Pfizer Essential Health (involucrat en el desenvolupament i subministrament de genèrics de marca, productes injectables estèrils genèrics, biosimilares i productes de marca seleccionats, inclosos els antiinfecciosos).

## Història
L'empresa va ser fundada el 1849 pels cosins Charles Pfizer i Charles Erhart, immigrants alemanys, instal·lats a Brooklyn, Nova York. El seu primer producte va ser la santonina, un tractament per combatre un tipus de paràsit de la família dels cucs. L'èxit al mercat farmacèutic de la santonina, va permetre que en menys de deu anys Pfizer produís altres productes químics i preparacions mèdiques, destacant: el bórax, la càmfora i el iode.
El 1880 comença a fabricar àcid cítric, que es converteix en el seu producte més important. El 1942 Pfizer és el primer productor de penicil·lina a escala industrial i el 1950 terramicina, és el primer producte que arriba al públic sota el nom de Pfizer. El 1998 llança al mercat Viagra.
Pfizer es troba enmig d'una reorganització des que va anunciar, l'estiu de 2018, que dividiria el seu negoci en tres parts, una de les quals (la seva divisió de salut del consumidor) planeja fusionar-se en una empresa conjunta amb GlaxoSmithKline. Aquest mateix any, l'empresa va tenir uns beneficis nets de US$11,153 milions, gairebé la meitat del registrat en l'exercici anterior, quan va guanyar US$21,308 milions, degut en part a la pèrdua de la patent de la Viagra, que ja competeix amb els genèrics als Estats Units.

### 2020: vacuna COVID-19
Al maig 2020, Pfizer començà a provar quatre diferents tipus de vacunes contra el coronavirus per ajudar a acabar amb la pandèmia del COVID-19. Plantejà fer assajos amb milers de pacients al setembre del 2020. Al maig del 2020, la farmacèutica va injectar dosis de la potencial vacuna BNT162, desenvolupada per BioNTech (NASDAQ: BNTX
), als primers participants humans. Basant-se en els resultats, Pfizer va anunciar "serem capaços de repartir milions de dosis a l'octubre" i espera produir centenars de milions de dosis al 2021.
El juliol del 2020, Pfizer i BioNTech van anunciar que dues de les quatre vacunes candidates havien aconseguit el "fast track desigantion" de la FDA. L'empresa va començar la Fase 3 de testatge la darrera setmana de juliol del 2020 amb 30.000 persones. El govern dels EUA va fer un tracte on contribuïa amb 1.950 M$ per produir 100 milions de dosis a canvi de fixar el preu a 39 $ per dues dosis als EUA. Pfizer declarà que no baixaria els preus a altres països fins que el brot deixès de ser considerat pandèmia. El CEO de Pfizer va declarar que les empreses del sector han de treure'n un profit.
Al setembre 2020, Pfizer i BioNTech van anunciar que havien negociat amb la Comissió Europea per proporcionar una quantitat inicial de 200 milions de dosisi de la vacuna a la UE, amb l'opció de subministrar-ne unes altres 100 milions de dosis més endavant.
L'octubre del 2020, Pfizer va informar que començaria a provar la seva vacuna a una gamma més amplia de subjectes incloent-hi nens de fins a 12 anys. Es convertí en el primer assaig de la vacuna del COVID-19 amb nens al EUA.
El 9 de novembre de 2020, Pfizer va anunciar que la seva vacuna aconseguia per sobre un 90% d'efectivitat.